# Kuratau (rivière)
la rivière Kuratau  (en anglais : Kuratau River) est un cours d’eau du centre de l’Île du Nord de la Nouvelle-Zélande.

## Géographie
Elle s’écoule généralement en direction de l’est , coulant initialement vers le sud-est à partir de sa source dans un pays de collines rudes situées au sud du Parc Forestier de  Pureora avant de tourner au nord-est pour atteindre le petit lac 'Kuratau'. De là , elle s’écoule vers l’est sur 5 km avant de se déverser plus loin dans la partie sud-ouest du Lac Taupo tout près  du village de Kuratau.
(en) Land Information New Zealand, « détail emplacement: Kuratau (rivière) », sur New Zealand Gazetteer